# Hyundai Matrix
Hyundai Matrix — субкомпактвэн корейской компании Hyundai. В Японии, Южной Корее и Тайване продавался как Hyundai Lavita, в Австралии как Hyundai Elantra Lavita, в Малайзии как Inokom Matrix.

## История
В апреле 2001 года на Auto Mobil International в Лейпциге был представлен автомобиль с кодовым названием FC (Family Concept). Он был разработан в Турции для Европы. Дизайн автомобиля был разработан итальянской фирмой Pininfarina.
Интерьер с пятью местами имеет складные спинки сидений, которые можно двигать; кроме того, можно регулировать их угол наклона.
Единственный доступный уровень оборудования GLS стандартно поставляется с четырьмя подушками безопасности, ABS с электронным распределением тормозного усилия, натяжителями ремней и регулируемыми по высоте задними подголовниками. На момент запуска в августе 2001 года Matrix имеет два бензиновых двигателя, а с сентября 2001 года — также и дизель.
В 2003 году была представлена спец-версия 1.6 GLS Edition+, в которой также присутствовали кондиционер, бортовой компьютер, дистанционное управление центральной блокировкой дверей, 15-дюймовые легкосплавные диски и краска «металлик».

### Рестайлинг 2005 года
Осенью 2005 года был представлен рестайлинговый вариант. Были изменены решётка радиатора, передний бампер и задние фонари. Также старый дизельный трёхцилиндровый двигатель был заменён на новый мощностью 75 кВт (102 л.с.) с четырьмя цилиндрами.

### Рестайлинг 2008 года
В марте 2008 года на женевском автосалоне был представлен второй рейстайлинговый вариант Hyundai Matrix. Наибольшим изменениям подверглась передняя часть автомобиля, которую сделали похожей на Hyundai i10. Также появились новые колёса, выступ под задним боковым окном сделали менее заметным, немного изменился интерьер.

## Двигатели
| Двигатель    | Объём    | Мощность          | Крутящий момент | Годы продаж |
| ------------ | -------- | ----------------- | --------------- | ----------- |
| 1.6          | 1599 см³ | 76 кВт (103 л.с.) | 141 Нм          | 2001—2010   |
| 1.8          | 1795 см³ | 90 кВт (122 л.с.) | 162 Нм          | 2001—2010   |
| 1.5 CRDi     | 1493 см³ | 60 кВт (82 л.с.)  | 187 Нм          | 2001—2005   |
| 1.5 CRDi VGT | 1493 см³ | 75 кВт (102 л.с.) | 235 Нм          | 2005—2008   |
| 1.5 CRDi VGT | 1493 см³ | 81 кВт (110 л.с.) | 235 Нм          | 2008—2010   |
| 1.9 CRDi dCi | 1490 см³ | 85 кВт (115 л.с.) | 335 Нм          | 2005—2008   |